# Dubrave (Kiseljak, BiH)
Dubrave su naseljeno mjesto u općini Kiseljak, Federacija Bosne i Hercegovine, BiH.

## Stanovništvo

### 1991.
Nacionalni sastav stanovništva 1991. godine, bio je sljedeći:
ukupno: 188
- Hrvati - 184
- ostali, neopredijeljeni i nepoznato - 4

### 2013.
Nacionalni sastav stanovništva 2013. godine, bio je sljedeći:
ukupno: 185
- Hrvati - 184
- ostali, neopredijeljeni i nepoznato - 1